# Wszechrosyjska Partia Narodowa
Wszechrosyjska Partia Narodowa (ros. Всероссийская Национальная Партия, WNP) – kolaboracyjna organizacja polityczna na okupowanych terenach rosyjskich podczas II wojny światowej
Partia została założona w 1942 r. przez matematyka docenta W. W. Minajewa, który - zmobilizowany do Armii Czerwonej - dostał się pod Moskwą do niewoli niemieckiej. Program WNP odwoływał się do tradycji Rosji sprzed rewolucji październikowej. Początkowo na czele państwa widziano Sobór Ziemski, ale potem postanowiono tytuł "Władcy Rosji" nadać wielkiemu księciu Władimirowi Kiriłłowiczowi Romanowowi. Naród miał cieszyć się swobodami demokratycznymi, mieć prawo własności, szerokie prawa rozwoju narodowej kultury. Docent W. W. Minajew nawiązał bliskie kontakty z emigracyjną Narodowym Związkiem Pracujących (NTS). Jedną z głównych form działalności WNP była propaganda. Opracowywano ulotki mówiące o możliwości wstąpienia do organizacji, które za pomocą działaczy NTS były rozprowadzane po obozach jenieckich z czerwonoarmistami. Później tego typu ulotki rozprowadzano wśród Ostarbeiterów. Po wybuchu słowackiego powstania narodowego 29 sierpnia 1944 r., W. W. Minajew wysłał do Słowacji 150 członków swojej organizacji, aby ukryć ich w monastyrze, gdzie mieszkał jego brat M. W. Minajew. 5 sierpnia tego roku W. W. Minajew został aresztowany przez Gestapo, czekając już na dworcu kolejowym na pociąg do Bratysławy. Niemcy chcieli się dowiedzieć o tajnych kontaktach W. W. Minajewa z wielkim księciem Władimirem K. Romanowym. Po zakończeniu wojny W. W. Minajew, przebywający w więzieniu w Berlinie, został wywieziony do ZSRR i skazany na wieloletnie osadzenie w łagrach. Od października odbywał karę w Socjalistycznej Republice Komi. 8 listopada 1949 r. został rozstrzelany.